# Alfabet suec
L'alfabet suec és la variant de l'alfabet llatí usat per a escriure la llengua sueca. Consta de 29 lletres, les 26 de l'alfabet llatí estàndard i tres lletres més: å, ä i ö. La lletra W només s'utilitza en termes d'origen estranger.
L'alfabet suec és el següent:
Aa, Bb, Cc, Dd, Ee, Ff, Gg, Hh, Ii, Jj, Kk, Ll, Mm, Nn, Oo, Pp, Qq, Rr, Ss, Tt, Uu, Vv, Ww, Xx, Yy, Zz, Åå, Ää, Öö